# Artland-Arena
Die Artland-Arena ist eine Mehrzweckhalle in der niedersächsischen Stadt Quakenbrück im Artland, Landkreis Osnabrück. Seit der Eröffnung 2003 ist die Arena Schauplatz der Spiele des Basketballvereins Artland Dragons (gegenwärtig in der ProA). Neben Sportveranstaltungen finden in der Halle Konzerte, Musical- und Theateraufführungen, Messen, Bälle, Märkte, Ausstellungen sowie andere kulturelle Veranstaltungen statt.
Die Halle bietet 2800 Sitzplätze sowie die Möglichkeit einer zusätzlichen Bestuhlung der Aktionsfläche mit rund 200 Plätzen. Des Weiteren verfügt der Bau über eine 1200 m² große Aktionsfläche bei 3137 m² Gesamtfläche. Bedarfsweise kann die Halle auch ohne Sitzplätze genutzt werden. Sie verfügt über sieben Umkleidekabinen, zwei Restaurationsbereiche sowie einen V.I.P.-Raum für rund 80 Personen. Im direkten Umfeld der Halle stehen ca. 1000 kostenlose Parkplätze für PKW und Busse zur Verfügung. Neben der Arena befinden sich eine weitere Sporthalle, eine Tennishalle und ein Freigelände mit zwei Fußballtrainingsplätzen mit Flutlichtanlage. Direkt gegenüber sind die Schwimmhalle und das Freibad angesiedelt. Da die Halle vom ersten Spiel im Oktober 2003 bis November 2010 bei sämtlichen Bundesligaspielen der Artland Dragons ausverkauft war, war ein Ausbau der Halle seit längerem im Gespräch. Eine technische Machbarkeitsstudie wurde 2008 erstellt, wonach die Kosten für Umbau und Aufstockung auf 5.000 Plätze schätzungsweise acht Millionen Euro betragen. Seither wird versucht, die Finanzierung unter anderem über das Projekt „Masterplan Tourismus“ des Tourismusverbands Osnabrücker Land anzustoßen.
Zum Haushalt 2011 beschloss die Samtgemeinde Artland den Einbau eines Aufzugs.